# Ugglebo, Norrköpings kommun
Ugglebo är en bebyggelse norr om Norsholm i Kimstads socken i Norrköpings kommun. Från 2015 avgränsar SCB här en småort.